# The Best of Judas Priest: Living After Midnight
The Best of Judas Priest: Living After Midnight es un álbum recopilatorio de la banda británica de heavy metal Judas Priest, publicado en 1998 por Columbia Records. Incluye dieciséis canciones extraídos desde el disco Killing Machine de 1978 hasta Painkiller de 1990, pasando incluso por los álbumes en vivo Unleashed in the East de 1979 y Priest...Live! de 1987.
En 2002 se volvió a lanzar pero con un nuevo listado de canciones, que incluyó solo temas de estudio desde los álbumes Stained Class de 1978 hasta el Painkiller.

## Lista de canciones
Todas las canciones escritas por Rob Halford, K.K. Downing y Glenn Tipton, a menos que se indique lo contrario.

| N.º | Título                                                                      | Escritor(es)                        | Duración |  |
| 1.  | «The Green Manalishi (With the Two Pronged Crown)» (cover de Fleetwood Mac) | Peter Green                         | 3:22     |  |
| 2.  | «Living After Midnight»                                                     |                                     | 3:30     |  |
| 3.  | «Breaking the Law» (en vivo)                                                |                                     | 2:21     |  |
| 4.  | «Hot Rockin'»                                                               |                                     | 3:14     |  |
| 5.  | «Heading Out to the Highway» (en vivo)                                      | Al Atkins, Halford, Downing, Tipton | 4:33     |  |
| 6.  | «The Hellion»                                                               |                                     | 0:42     |  |
| 7.  | «Electric Eye»                                                              |                                     | 3:39     |  |
| 8.  | «You've Got Another Thing Comin'»                                           |                                     | 5:04     |  |
| 9.  | «Turbo Lover»                                                               |                                     | 4:32     |  |
| 10. | «Freewheel Burning»                                                         |                                     | 4:23     |  |
| 11. | «Some Heads Are Gonna Roll»                                                 | Bob Halligan Jr.                    | 4:07     |  |
| 12. | «Metal Meltdown»                                                            |                                     | 4:48     |  |
| 13. | «Ram It Down»                                                               |                                     | 4:49     |  |
| 14. | «Diamonds & Rust» (cover de Joan Báez - en vivo)                            | Joan Báez                           | 3:39     |  |
| 15. | «Victim of Changes» (en vivo)                                               |                                     | 7:11     |  |
| 16. | «Tyrant» (en vivo)                                                          | Halford, Tipton                     | 4:42     |  |

### Relanzamiento de 2002
| N.º | Título                                                  | Escritor(es)                                | Duración |  |
| 1.  | «Better By You, Better Than Me» (cover de Spooky Tooth) | Gary Wright                                 | 3:22     |  |
| 2.  | «Take On the World»                                     | Halford, Tipton                             | 3:02     |  |
| 3.  | «The Green Manalishi (With the Two Pronged Crown)»      | Peter Green                                 | 3:24     |  |
| 4.  | «Living After Midnight»                                 |                                             | 3:31     |  |
| 5.  | «Breaking the Law»                                      |                                             | 2:35     |  |
| 6.  | «United»                                                |                                             | 3:30     |  |
| 7.  | «Hot Rockin'»                                           |                                             | 3:16     |  |
| 8.  | «You've Got Another Thing Comin'»                       |                                             | 5:09     |  |
| 9.  | «The Hellion/Electric Eye»                              |                                             | 4:22     |  |
| 10. | «Freewheel Burning»                                     |                                             | 4:24     |  |
| 11. | «Some Heads Are Gonna Roll»                             | Bob Halligan Jr.                            | 4:07     |  |
| 12. | «Turbo Lover»                                           |                                             | 5:31     |  |
| 13. | «Locked In»                                             |                                             | 4:20     |  |
| 14. | «Johnny B. Goode» (cover de Chuck Berry)                | Chuck Berry                                 | 4:39     |  |
| 15. | «Ram It Down»                                           |                                             | 4:50     |  |
| 16. | «Painkiller»                                            |                                             | 6:06     |  |
| 17. | «A Touch of Evil»                                       | Halford, Downing, Tipton, Chris Tsangarides | 5:44     |  |
| 18. | «Night Crawler»                                         |                                             | 5:43     |  |